# Trong Tan
Trong Tan (nacido en 1976) es un cantante y profesor de música vocal de Thanh Hoa vietnamita. Especializado en lmúsica tradicional vietnamita y de música Roja vietnamita.
Trong Tan empezó a participar en las artes musicales y actividades cuando todavía era estudiante de Djao Duy Tu, una Escuela Secundaria de Thanh Hoa. Después de terminar la escuela secundaria, Trong Tan fue a Ha Noi, para solicitar un examen de ingreso a la Academia Nacional de Música y aprobar el examen con la ayuda de Trần Hiếu, un Popular Artista, quien descubrió su talento. Tan se hizo muy conocido después de haber recibido el Primer Premio, como la mejor voz masculina de Hanói en 1997 y el Primer Premio Nacional de Canto de por medio de un canal de Televisión en 1999. Se dice que el público se sorprendió cuando escuchó cantar la canción titulada "Tiếng Djan bau", algunos comentaron que Trong Tan es el mejor intérprete de Tiếng Djan bau, desde la época de la legendaria cantante de Hung Kieu.

## Discografía
- Một Chặng Đường
- Rặng Trâm Bầu
- Tình Yêu Trên Dòng Sông Quan Họ